# Copris algol
Copris algol là một loài bọ cánh cứng trong họ Bọ hung (Scarabaeidae).